# Шънджоу 1
Шънджоу 1 (на китайски: 神舟一号) е първият непилотиран космически кораб Шънджоу.

## Описание
Корабът не е оборудван с животоподдържащи системи и системи за евакуация. След като обикаля Земята 14 пъти, апарата се приземява успешно на 415 км източно от стартовата площадка и на 110 км северно от град Уахай във Вътрешна Монголия.
Шънджоу 1 няма сгъваеми слънчеви панели, а само слънчеви клетки, които са монтирани на корпуса на апарата. Не е извършил и промени на орбитата си. Според Ки Фарен, главен дизайнер на кораба, само 8 от 13 подсистеми на борда на кораба са били действащи по време на полета. Шънджоу 1 е проектиран за тестове на ракетата Чан Джън 2Ф. Корабът тества единствено системите за разделяне на модулите, контрол на ориентацията, аеропланиране при навлизане в атмосферата, топлинния щит и прибиране на капсулата след кацане.
На борда на космическия кораб има 100 кг семена, за изследване на ефектите на средата върху тях. Смята се, че на орбиталния модул е имало монтирано пробно разузнавателно устройство, което става пълнофункционално и задължително за всички мисии от Шънджоу 2 нататък.

## Параметри на мисията
- Маса: 7600 кг
- Перигей: 195 км
- Апогей: 315 км
- Инклинация: 42.6°
- Период: 89,6 минути
- NSSDC ID: 1999-061A